# Obchodní dům firmy Brouk a Babka (České Budějovice)
Obchodní dům firmy Brouk a Babka je významnou funkcionalistickou stavbou, postavenou v roce 1935, na adrese Široká 432/11, v Českých Budějovicích, krajském městě Jihočeského kraje. Budova je od roku 2019 kulturní památkou, evidovanou v Ústředním seznamu kulturních památek České republiky, pod rejstříkovým číslem 106351.

## Historie

### 1928–1948

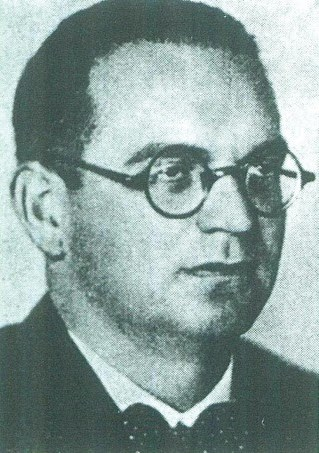
architekt K. Chochola

Firma Brouk a Babka se v Českých Budějovicích představila již v roce 1928. Začala prodávat v obchodním domě Li-do (majitele Bohumila Smetany,) v ulici Karla IV., čp. 417/12 (na rohu s ulicí Kněžskou). Otevřela tím svou další pobočku mimo Prahu. Pronajaté obchodní prostory (ve kterých před nimi prodával např. i Baťa) však časem začaly být nedostatečné, a tak firma v roce 1934 zakoupila budovu menšího obchodního domu Glogau. Na místě původního klasicistního domu (se třemi arkádami loubí), v historickém centru města, nechala v roce 1935 postavit dům nový.
Autorem návrhu nového obchodního domu se stal místní architekt Ing. Karel Chochola, samotnou stavbu provedl stavitel V. Nekvasil a jeho společnost.
Vznikla výrazná (i významná) pětipatrová funkcionalistická budova, na rohu ulic Divadelní (dnes Dr. Stejskala) a Široké, která svou kvalitou přesahuje regionální rozměry a dokládá obrovskou velkorysost tehdejší doby.
Autor použil monolitickou skeletovou konstrukci, s cihelnými vyzdívkami. Ocelová okna, rozdělená jen úzkými pilíři, tvoří vodorovné pásy, vinoucí se po celé délce zdí. Hlavní vchod je (netradičně) umístěn na rohu domu. Fasáda je pokryta krémově bílým, keramickým obkladem, (vyrobeným v Západočeských továrnách kaolinových a šamotových - tzv. kaolinkách, v Horní Bříze), který kontrastuje s červenou barvou okenních rámů. Barevnost je dodnes zachována. Zajímavostí je, že na přání Chocholovy manželky byla namíchána korálově červená barva, údajně podle jejích oblíbených náušnic.
Technicky má stavba půdorys obdélníku, je umístěna na pozemku o velikosti  247 m2 . Nosnou konstrukci tvoří čtyři železobetonové rámy, se středními pilíři, do nichž jsou vetknuty trámečkové stropy systému Hennebique (patent Ing. Françoise Hennebiqua). Nárožní blok je vysazen na krakorcích, a nárožní pilíř je nad přízemím vynesen rohovou konzolou na dvojici sloupů. Suterén, kde bývala kotelna, šatna, aranžovna a sklady, je oproti přízemí rozšířen pod chodníkem o 145 cm. Osvětlení suterénu zajišťují luxferové světlíky, osazené v chodníku. Úzkým rizalitem zdůrazněné schodiště bočního vstupu (z Široké ulice) je vysazené nad přízemím. Dům má plochou střechu, ze které vystupuje výtahová strojovna, vyčnívající nad okolními střechami jako „kapitánský můstek“. Členění fasády pásovými okny je charakteristickým prvkem funkcionalistických staveb, stejně tak, jako zdůraznění účelnosti, prostornosti i dostatku světla, s využitím skla a jednoduchých rovných linií.

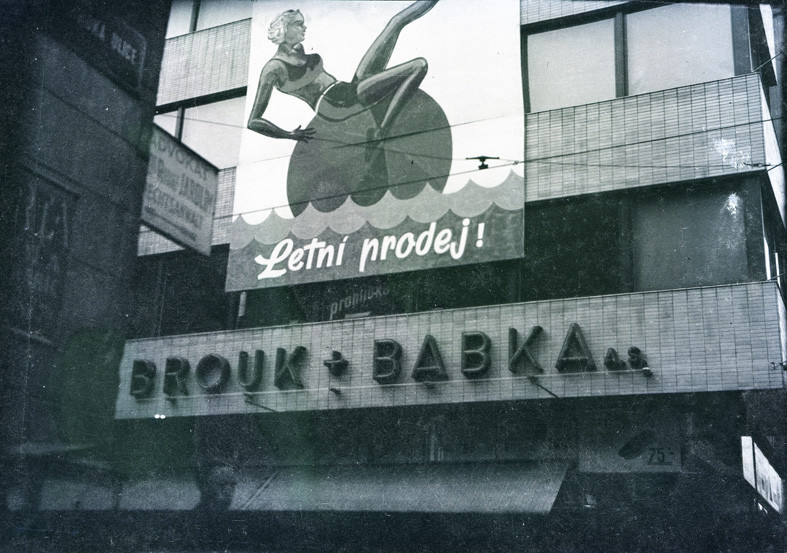
dobová reklama

Novinkou té doby byl systém sálavého vytápění (crittal - patent Richarda Godfrey Crittalla), použitý zde (poprvé v ČSR) na vytápění objektu. Toto vytápění dodala firma Skokan z Prahy.
Vzniklo 935 m2 obchodní plochy, prodejní pulty stály ve čtyřech patrech a nabízely oděvy, látky, sportovní potřeby, obuv a galanterii, v posledním podlaží byly hračky Jezdil zde výtah s obsluhou.
Při otevření prodejny v roce 1935 vznikl krátký dokumentární film, ten je dnes součástí archívu ČT, pořadů Hledání ztraceného času historika Karla Čáslavského.

### 1948–2010
V období po znárodnění, v roce 1951, byl obchodní dům přejmenován na Vltavan. Fungoval až do roku 1980, kdy byl upraven, a přejmenován na Prior – Dětský dům. V této podobě byl provozován pouze tři roky a poté – z důvodu havarijního stavu – uzavřen (1983–1987). Koncem osmdesátých let (1987–1988) prošel dům rekonstrukcí, úzké rámy pásových oken byly vyměněny za masivnější. Po roce 1990 byl obnoven původní název Brouk a Babka.
Přestože obchodní dům za dobu své existence několikrát změnil název, mezi obyvateli (nejen) Českých Budějovic je stále nazýván podle jména jednoho z původních majitelů – jako tzv. „Broukárna“.

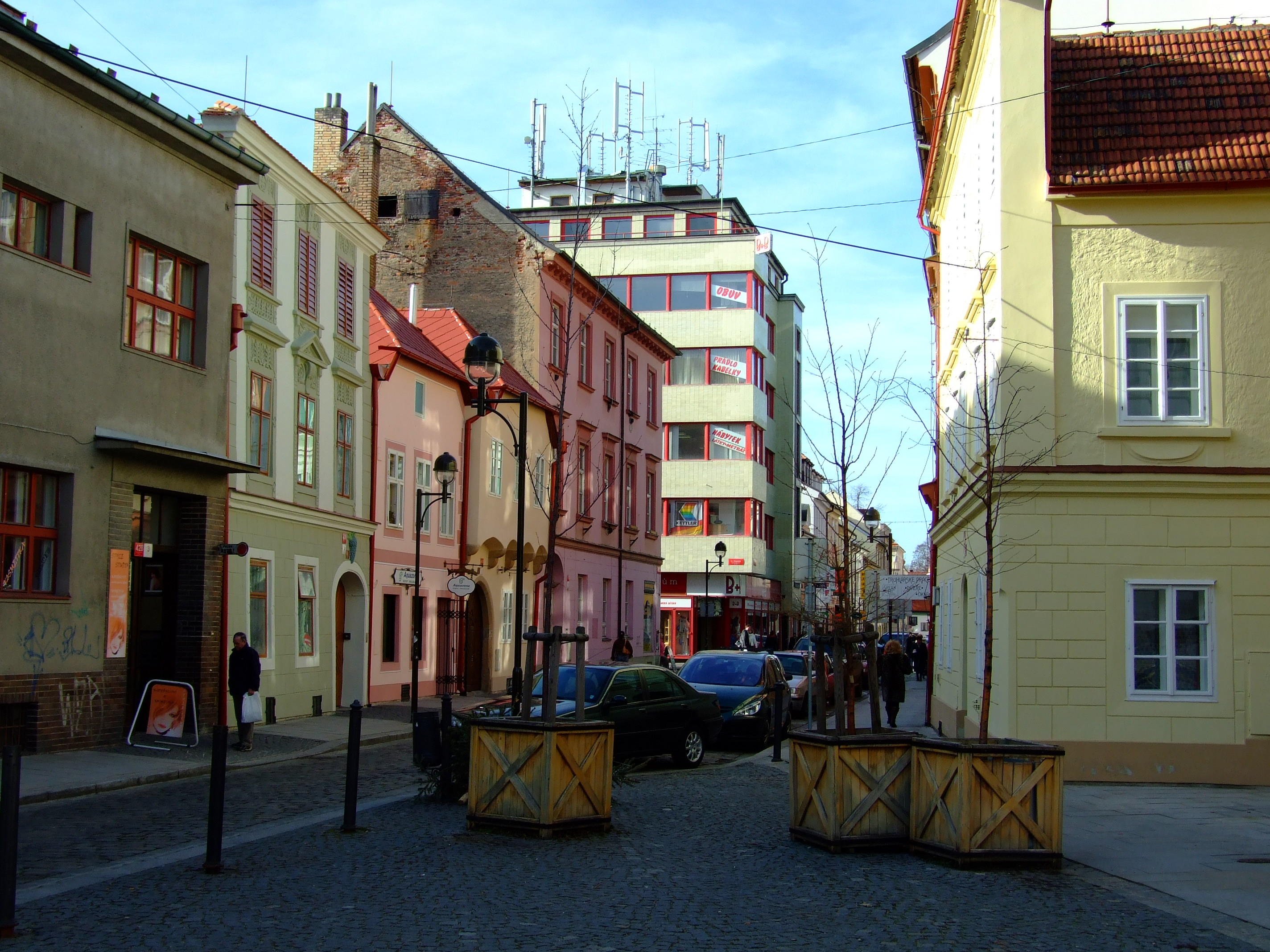
pohled z ulice Široká

Po změně majitele v roce 2010 (dům je ve vlastnictví akciové společnosti Broukárna a.s., v čele s Ing. Zdeňkem Kultem) se tento lidový název stal i názvem oficiálním. Následná rekonstrukce v roce 2011 spočívala mj. v opravě původních oken, přízemní prostory byly navráceny zpět svému využití, včetně obnovení výloh. Byl realizován nový vstup do suterénních prostor, z ulice Dr. Stejskala, kde byl zřízen stejnojmenný bar (ve kterém např. kdysi slavil divadelník Karel Roden st. narození syna Karla, dnes známého herce). Interiér byl zmodernizován, v současnosti zde má kanceláře deset firem, v posledním podlaží vznikl byt majitele.

## Firma Brouk a Babka
Jaroslav Brouk a Josef Babka byli přátelé již od dob studií. Svůj podnik založili v roce 1908, ale Babka z něj po dvou letech, ještě před jeho rozšířením, ze zdravotních důvodů odešel. Přesto Jaroslav Brouk (jehož pamětní deska v rodné obci Hlince na Plzeňsku je umístěna na budově obecního úřadu) ponechal jméno spoluzakladatele, a svého celoživotního kamaráda, v názvu své obchodní společnosti.
Její postupný rozmach nastal po roce 1918, a svého vrcholu dosáhla ve třicátých letech, kdy došlo k vybudování sítě obchodních domů (známých jako „Broukárny“), ve většině případů funkcionalistických skvostů. Společnost do svých obchodů zaváděla celou řadu novinek, např. samoobslužný prodej, zásilkovou službu, prodej na úvěr, potrubní poštu, eskalátory, dětský koutek, odpočinkové zázemí pro zaměstnance (pro ty měla i příručku, jak se oblékat a jak se chovat k zákazníkovi), a další.
Dobovou „novotou“ byla snaha o to, aby zákazník měl ke zboží dokonalý přístup, a mohl si ho v regálech osahat a vyzkoušet, přesně podle reklamního sloganu „U nás si zboží můžete vybrat nejen očima, ale i rukama“. K tomu se každých půl roku měnilo uspořádání, cílem bylo kupující neustále překvapovat a nedopustit, aby se vraceli do stejného prostředí. Oficiální reklamou firmy Brouk a Babka byl obrázek dvou kráčejících brouků, a text: „Ví to otec, ví to matka, kde je firma Brouk a Babka.“
Po únorovém převratu, kdy už podniky vedl Jaroslav Brouk ml. (1910–1989), byla společnost znárodněna.

## Památková hodnota

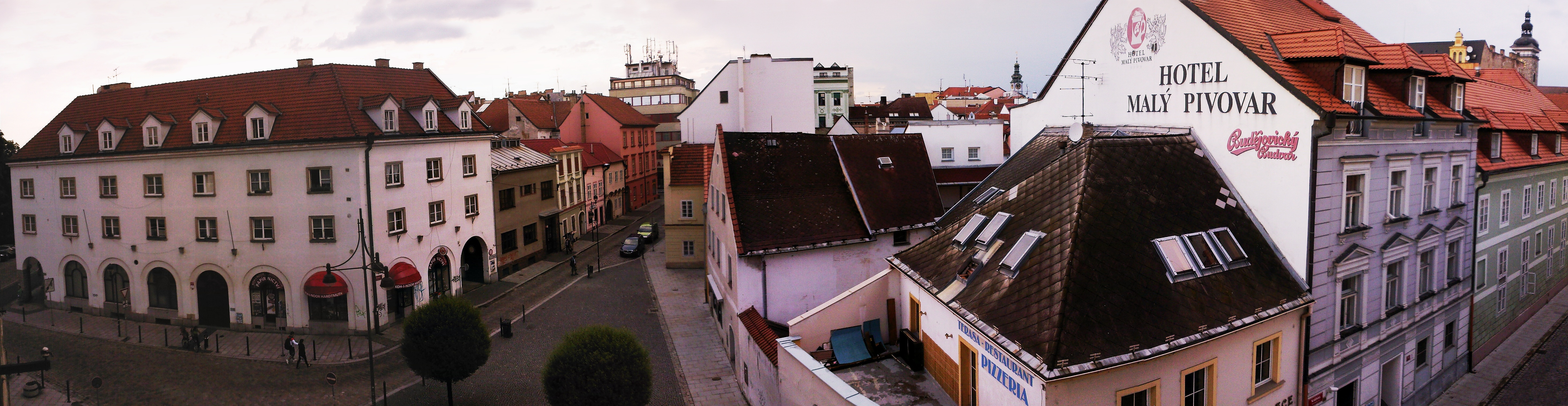
vyčnívající střecha obchodního domu

Budova je jednou z mála modernistických staveb (a jedním z mála funkcionalistických obchodních domů v jižních Čechách) stojících v zachovaném historickém centru města, v jádru dnešní městské památkové rezervace.
Výškově převyšuje okolní starší zástavbu, a svou fasádou se odlišuje od okolních historizujících fasád – působí tak zároveň jako prvek, přinášející napětí, a zaslouženě budí pozornost. I proto např. figurovala v pořadu ČT Šumná města, autora architekta Davida Vávry.
Je kvalitním příkladem funkcionalistické stavby, která svým konceptem a dochovanou autenticitou přesahuje místní poměry. Součástí dnešní památkové hodnoty objektu jsou také zachované stavebně historické konstrukce, řemeslné prvky v podobě kamenného schodiště s kovovým zábradlím, nebo mramorové obložení stěn.
Původně - do roku 2017 - byla budova kulturní památkou, evidovanou pod rejstříkovým číslem 27522/3-5716, v letech 2017-2019 byla bez evidence.